# Semiotus quadricollis
Semiotus quadricollis is een keversoort uit de familie kniptorren (Elateridae). De wetenschappelijke naam van de soort is voor het eerst geldig gepubliceerd in 1866 door Kirsch.